# Althorn
Das Althorn ist ein Blechblasinstrument aus der Familie der Bügelhörner (Saxhörner), das um 1840 von Adolphe Sax erfunden wurde.
Das in der Form der Trompete oder dem Tenorhorn ähnelnde Althorn hat ein konisches Messingrohr von etwa zwei Meter Länge. Es verfügt über drei Ventile und wird über ein Bechermundstück geblasen.
Das Althorn findet insbesondere Verwendung in Brass- und Marching Bands und übernimmt dort in der Alt- und Tenorlage die Rolle des Waldhorns. In den meisten Fällen sind Althörner in Es, seltener auch in F gestimmt. Der Tonumfang reicht von A bis es2 (notiert: fis bis c3 im Violinschlüssel). Beim Althorn handelt es sich um ein transponierendes Instrument. (Das Althorn in Es klingt eine große Sexte tiefer als es notiert wird).
Althörner haben gegenüber den weicher und tragfähiger klingenden Hörnern den Vorteil, dass sie während des Marschierens leichter und bei schweren, schnellen oder exponierten Passagen meist auch sicherer zu spielen sind. Des Weiteren sind sie wie alle übrigen Blechblasinstrumente – mit Ausnahme des Horns – rechtsgriffig, was einen eventuellen Instrumentenwechsel erleichtert.
Heute finden sich Althörner vor allem in britischen Bands. In Deutschland und Österreich wird das Althorn meist von Trompetern oder Hornisten gespielt, da die hiesige Brassband-Szene zu klein für eine ausschließliche Konzentration auf dieses Instrument ist.
In der englischsprachigen Brassband-Literatur wird das Althorn bisweilen auch als Tenor Horn bezeichnet – nicht zu verwechseln mit dem deutschen Tenorhorn, das üblicherweise eine Quart tiefer in B gestimmt ist.

## Werke
- Paul Hindemith (Komponist): Sonate – für Althorn in Es (Waldhorn oder Alt-Saxophon) und Klavier. (1943.) ED 4635. – EST: Sonaten, Hr, Kl (1943). Schott, Mainz [u. a.] [2011?], DNB 1011394308, ISMN 979-0-001-05414-0 (Suche im DNB-Portal); [Klavierpartitur, Stimmen].
- Philip Sparke (Komponist):
  - Capricorno. Selbstverlag, London (Solostück für Althorn).
  - Masquerade. Selbstverlag, London (Solostück für Althorn).